# Abies balsamea
Abies balsamea este o specie nord-americană de brad, nativă Canadei Centrale și de Est și nord-estului Statelor Unite ale Americii.